# Екваторијална Гвинеја на Летњим олимпијским играма 2024.
Екваторијална Гвинеја је учествовала на Летњим олимпијским играма 2024. у Паризу од 26. јула до 11. августа 2024. То је био једанаести узастопни наступ нације на Летњим олимпијским играма.

## Учесници по спортовима
| Спорт    | Мушкарци | Жене | Укупно |
| -------- | -------- | ---- | ------ |
| Атлетика | 1        | 1    | 2      |
| Пливање  | 1        | 0    | 1      |
| 2 спорта | 2        | 1    | 3      |

## Атлетика
| Атлетичарка      | Дисциплина     | Прелиминарни | Прелиминарни | Финале            | Финале            |
| Атлетичарка      | Дисциплина     | Резултат     | Пласман      | Резултат          | Пласман           |
| ---------------- | -------------- | ------------ | ------------ | ----------------- | ----------------- |
| Ремиго Сантандер | Мушкарци 100 м | 11.65 SB     | 7            | Није се пласирао  | Није се пласирао  |
| Сефора Ада Ето   | Жене 100 м     | 13,63 ПБ     | 7            | Није се пласирала | Није се пласирала |

## Пливање
| Пливач(ица)   | Дисциплина              | Група | Група   | Полуфинале       | Полуфинале       | Финале           | Финале           |
| Пливач(ица)   | Дисциплина              | Време | Пласман | Време            | Пласман          | Време            | Пласман          |
| ------------- | ----------------------- | ----- | ------- | ---------------- | ---------------- | ---------------- | ---------------- |
| Хихинио Ндонг | Мушкарци, 50 м слободно | 28.42 | 67      | Није се пласирао | Није се пласирао | Није се пласирао | Није се пласирао |